# いも膳
いも膳（いもぜん）は、藤本食品株式会社が運営する日本の大衆食堂チェーン。

## 沿革
- 1986年 - 設立
- 1993年11月 - アロチ店にて初めて開店
- 2014年10月 - 藤本食品株式会社を存続会社として、株式会社いも膳を吸収合併

## 店舗
和歌山県（5店舗）
- 和歌山市 - アロチ店、黒田店、屋形店、北島店
- 岩出市 - 岩出店

大阪府（11店舗）
- 岸和田市 - 土生店、磯上店
- 泉大津市 - 泉大津店
- 和泉市 - 和泉店、いぶき野店
- 堺市 - 鳳店、石津店、旭ヶ丘店
- 羽曳野市 - 羽曳野店
- 藤井寺市 - 藤井寺店
- 八尾市 - 八尾店

セントラルキッチン - 和歌山市、泉大津市、藤井寺市

## 特徴
- 和食が中心。
- 茶粥、サーモンと焼きハラスの刺身といった変わったメニューもある。
- 137円で飯が何杯でもおかわりできる。金目米が使われている。
- 商品の値段がよく変わる。

## 関連会社
- 藤本食品株式会社
- 株式会社めん楽
- 株式会社ライスクック
- 株式会社野崎